# Dikbıyık, Çarşamba
Dikbıyık là một thị trấn thuộc huyện Çarşamba, tỉnh Samsun, Thổ Nhĩ Kỳ. Dân số thời điểm năm 2010 là 2.313 người.